# Echochrome
Echochrome é um jogo de puzzle criado por Sony Computer Entertainment e lançado a 1 de Maio de 2008 para a PlayStation 3 e PlayStation Portable.
O Objectivo do jogo é passar os níveis utilizando "um jogo de câmaras", rodar a câmara para utilizar o efeito de ilusão para conseguir passar os níveis. O jogo conta com 50 níveis, uns mais fáceis outros mais difíceis como qualquer jogo, para poder completar o jogo é preciso utilizar as 5 Leis que são ditas no início do jogo.